# Noasauridae
O grupo de dinossauros Noasauridae compreende os noassaurídeos, que eram dinossauros carnívoros que viviam na América do Sul, África, Ásia, Índia, Madagascar, Europa e Austrália nos períodos Jurássico e Cretáceo.

## Taxonomia
Seguindo a análise filogenética de Rauhut e Carrano (2016), Baiano, Coria & Cau (2020), Brougham, Smith & Bell (2020) e de Souza et al (2021).
- †Noasauridae
- †Berthasaura
- †Austrocheirus?
- †Ligabueino?
- †Laevisuchus?
- †Deltadromeus?
- †Spinostropheus?
  - †Elaphrosaurinae
    - †Spinostropheus?
    - †Limusaurus
    - †Elaphrosaurus
    - †Huinculsaurus

  - †Noasaurinae
    - †Austrocheirus?
    - †Ligabueino?
    - †Laevisuchus?
    - †Deltadromeus?
    - †Velocisaurus
    - †Vespersaurus
    - †Afromimus
    - †Noasaurus
    - †Masiakasaurus